# Masahiro Iwata
Masahiro Iwata (Gifu, 23 september 1981) is een voormalig Japans voetballer.

## Carrière
Masahiro Iwata speelde tussen 2000 en 2008 voor Nagoya Grampus Eight, Clementi Khalsa, Tottori en FC Gifu.